# Município de Jackson (condado de Darke, Ohio)
O município de Jackson (em inglês: Jackson Township) é um município localizado no condado de Darke no estado estadounidense de Ohio. No ano de 2010 tinha uma população de 2.876 habitantes e uma densidade populacional de 35,76 pessoas por km².

## Geografia
O município de Jackson encontra-se localizado nas coordenadas 40° 14′ 01″ N, 84° 45′ 38″ O. Segundo a Departamento do Censo dos Estados Unidos, o município tem uma superfície total de 80.42 km², da qual 80,21 km² correspondem a terra firme e (0,26 %) 0,21 km² é água.

## Demografia
Segundo o censo de 2010, tinha 2.876 habitantes residindo no município de Jackson. A densidade populacional era de 35,76 hab./km². Dos 2.876 habitantes, o município de Jackson estava composto pelo 94,47 % brancos, o 0,52 % eram afroamericanos, o 0,21 % eram amerindios, o 0,21 % eram asiáticos, o 2,92 % eram de outras raças e o 1,67 % eram de uma mistura de raças. Do total da população o 6,47 % eram hispanos ou latinos de qualquer raça.